# Łoino
Łoino, Łojno (ros. Лоино, Лойно) – wieś (ros. деревня, trb. dieriewnia) w zachodniej Rosji, centrum administracyjne osiedla wiejskiego Łoinskoje rejonu smoleńskiego w obwodzie smoleńskim.

## Geografia
Miejscowość położona jest nad rzeką Łoina, 6,5 km od drogi regionalnej 66K-11 (Niżniaja Dubrowka – Michajlenki), 12 km od drogi regionalnej 66N-1809 (Pyndino – Zamoszczje), 32 km od drogi regionalnej 66A-71 (Olsza – Nowyje Batieki), 24,5 km od drogi magistralnej M1 «Białoruś», 20 km od drogi federalnej R120 (Orzeł – Briańsk – Smoleńsk – Witebsk), 46,5 km od Smoleńska, 19,5 km od najbliższej stacji kolejowej (Gołynki).
W granicach miejscowości znajdują się ulice: Centralnaja, Jużnaja, Jużnyj pierieułok, Kołchoznyj pierieułok, Kutiejnaja, Nabierieżnaja, Olimpijskaja, Riecznaja, Sadowaja, Sadowyj pierieułok, Sportiwnaja, Szkolnyj tupik, Zariecznaja, Zariecznyj 1-yj pierieułok, Zariecznyj 2-oj pierieułok.

## Demografia
W 2010 r. miejscowość zamieszkiwały 324 osoby.

## Historia
W czasie II wojny światowej od lipca 1941 roku dieriewnia była okupowana przez hitlerowców. Wyzwolenie nastąpiło we wrześniu 1943 roku.